# Vendelín Javorka
Vendelín Javorka SJ (15. října 1882, Černová, dnes část Ružomberka – 24. března 1966, Žilina) byl římskokatolický kněz, slovenský misionář, rektor Papežského kolegia Russicum ve Vatikánu.

## Životopis
Narodil se v Černové jako nejstarší z deseti dětí. Základní vzdělání získal na lidové škole v Sučanech. Nižší třídy gymnázia absolvoval v Ružomberku, maturoval v Ostřihomi v roce 1903 a následně vstoupil do noviciátu jezuitského. Noviciát vykonal v Trnavě.

Po noviciátu studoval rétoriku a klasické jazyky v St. Andrä v Rakousku. V letech 1906–1909 studoval filozofii na řeholním kolegiu v Bratislavě. Po filozofických studiích ho představení poslali do Kaloče, kde byl vychovatelem mládeže.
V roce 1912 začal teologická studia na teologické fakultě spravované jezuity v Innsbrucku, kde byl 15. srpna 1915 vysvěcen na kněze. Po skončení teologie v roce 1916 byl povolán do armády, kde působil jako vojenský kaplan až do konce války v roce 1918. Při pomoci raněným a při zaopatřování umírajících se vyznačoval obětavostí a nebojácností, za což byl i vyznamenán.
Po návratu z fronty do Trnavy byl rektorem tamního kolegia a redigoval časopis Posel Božského Srdce Ježíšova. Během svého působení jako redaktor publikoval články v domácích náboženských časopisech. Roku 1923 byl jmenován představeným v Bratislavě, kde působil dva roky. Dával lidové misie nejen na Slovensku, ale i mezi zahraničními Slováky.
V roce 1925 ho generální představený Tovaryšstva Ježíšova Włodzimierz Ledóchowski povolal do Říma, aby se připravil na misijní účinkování mezi Rusy. Věnoval se studiu cizích jazyků, zejména ruštiny a východní liturgie.
V Římě byl ministrem na Papežském východním institutu. Od roku 1929 mu papež Pius XI. svěřil budování Ruského kolegia, jehož základní kámen byl posvěcen 11. února 1928. Po kanonickém založení sboru generální představený jezuitů jmenoval Vendelína Javorka rektorem Papežského kolegia Russicum. Bylo to kolegium především pro bohoslovce ruského původu. Jelikož jich bylo na Západě málo, začali se do něj přijímat i bohoslovci jiných národností, kteří chtěli pracovat v Rusku. Během Stalinovy krutovlády se však nemohli dostat do Ruska, proto pracovali povětšinou mezi ruskými emigranty na Západě. Rektorem Russica byl až do roku 1934.
V roce 1934 ho jmenovali za dočasného administrátora a vizitátora v Charbinu v Mandžusku. Tam zastupoval ruského katolického biskupa během jeho nepřítomnosti. Onemocněl na tyfus[nepřesný odkaz], ze kterého se nakonec vyléčil. Po návratu biskupa organizoval katolickou misi mezi ruskými vystěhovalci v čínské Šanghaji, kde vedl farnost sv. Josefa pro Rusy katolického východního obřadu.
V roce 1939 se vrátil do Russica v Římě, kde se připravoval na další poslání. Během návštěvy Slovenska v roce 1941 šířil myšlenku sblížení Ruska s katolickou církví. V tomto duchu měl 8. října 1941 v bratislavském vysokoškolském internátě Svoradově přednášku Rusko a katolická církev. Od roku 1942 působil v Bukovině (Rumunsko), kde ho v době druhé světové války zajala postupující Rudá armáda. Zajistili ho jako špiona 19. června 1944, odvlekli do Sovětského svazu a odsoudili na 10 let vězení. Na generální prokuratuře v Moskvě podstoupil vyšetřování o politice Vatikánu. Po půlročním vyšetřování ho odsoudili na deset let nucených prací.
Jeden a půl roku byl v táboře v Mordvinské autonomní republice, odkud ho převezli do Inty na řece Usa za polárním kruhem, kde zůstal do konce svého trestu. V pracovním táboře oslepl na jedno oko.
O prožitých letech ve vězení a v pracovních táborech nechtěl mluvit. Říkával, že je to třeba přežít. V důvěrných rozhovorech však řekl: „Na začátku jsem plakal, ale pak jsem si řekl: Takto si nepomůžu. Není to ani na slávu Boží!“ Ráno si řekl: „Do večera to nějak vydržím. Zítra si to řeknu znovu. A tak jsem vydržel deset let.“
V táborech sloužíval mše ve společné velké cele hned po půlnoci, když všichni spali. Seděl na posteli a na kolenou si rozložil malý oltářík. Několik spoluvězňů, kteří o tom věděli, se na svých postelích soustředili. Jako obětní chléb používal rohlíky nebo housky z pšeničné mouky. Vzpomínal, že mnoho lidí, i kněží, zemřelo v jeho náručí. On je zaopatřil svátostmi a modlil se za ně. Řadu lidí poučil o katolické víře a přijal do církve.
Po propuštění na svobodu ho převezli do charitativního domova ve městě Poťma u Moskvy. Odtud napsal bratrovi dopis do Žiliny. V charitativním domově prožíval poslední měsíce svého nuceného pobytu v Rusku.
Československá vláda požádala sovětské úřady o jeho propuštění na základě žádosti jeho bratra, který se zavázal, že se postará o jeho živobytí. Na Slovensko se vrátil 21. dubna 1955 fyzicky zničen a poloslepý. Poslední roky života prožil u svého bratra v Žilině. V roce 1965 uběhlo 60. let od jeho vstupu do Tovaryšstva Ježíšova. Při této příležitosti mu generální představený Jean-Baptiste Janssens blahopřál zvláštním blahopřejným telegramem. Ve stejném roce oslavil i 50. výročí svého kněžského svěcení.
Zemřel 24. března 1966 v předvečer slavnosti Zvěstování Páně se slovy modlitby: „Pane, do tvých rukou odevzdávám svou duši. Gospodi, pomiluj... jsem docela při vědomí. Gospodi, pomiluj“. Je pohřben na městském hřbitově v Žilině.

## Rehabilitace
Prokuratura SSSR prostudovala archivní trestnou záležitost Vendelína Michajloviče Javorka obviněného ze špionáže. V procesu dodatečné prověrky se zjistilo, že byl neopodstatněně vzat na trestní odpovědnost za špionáž, proto byl od 1. listopadu 1990 v souladu s Výnosem prezídia Nejvyššího sovětu SSSR ze 16. ledna 1989 O dodatečných opatřeních k obnovení spravedlnosti ve věci obětí represí v období třicátých, čtyřicátých a počátku padesátých let celkem rehabilitován. To dokazuje skutečnost, že byl pronásledován pro svou víru.

## Kniha o životě Vendelína Javorka
V roce 2008 vydalo vydavatelství Dobrá kniha Trnava životopisnou knihu o Vendelínu Javorkovi Z Černovej do Žiliny cez Rím, Šanghaj a gulag. Životné osudy P. Vendelína Javorku SJ (1882– 1966), kterou napsal Rajmund Ondruš.